# Aleksij I
Aleksij I av Moskva (Sergej Simanskij) (ryska: Патриарх Алексий I (Сергей Симанский), född 27 oktober 1877, död 17 april 1970, var den trettonde patriarken av Moskva och hela Ryssland, och andlig ledare för den Rysk-ortodoxa kyrkan 1945–1970.
Aleksij blev metropolit för Novgorod 1930 och för Leningrad 1933. Genom sina insatser under Leningrads försvar under andra världskriget vann han förtroende även hos sovjetregeringen.